# Parachabora cuprea
Parachabora cuprea là một loài bướm đêm trong họ Noctuidae.